# Сысоев, Евгений Владимирович
Евге́ний Влади́мирович Сысо́ев (1884 — 22 января 1978) — советский военачальник, генерал-майор инженерных войск.

## Служба в Императорской армии. Участие в Первой мировой войне
Из семьи железнодорожного служащего.
В 1908 году окончил Тифлисское пехотное юнкерское училище с присвоением чина подпоручика и назначением в 224-й пехотный резервный Скопинский полк. В 1912 году произведен в чин поручика.
В должности обер-офицера для поручений при штабе 28-го армейского корпуса, старшего адъютанта штаба 1-й Кавказской стрелковой дивизии принимал участие в боевых действиях в Первой мировой войне. В 1917 году окончил ускоренный курс академии Генерального штаба. Капитан.

## Служба в РККА. Участие в Гражданской войне
23 марта 1918 года причислен к генеральному штабу и 27 июня того же года приказом Всероглавштаба переведен в Генеральный штаб. Принимал участие в Гражданской войне на штабных должностях Северного и Западного фронта.
8 марта 1921 года назначен начальником 8-х Военно-инженерных курсов. В 1927 году окончил курсы высшего командного состава при Военной академии имени М. В. Фрунзе. 1 октября 1927 года назначен начальником Ленинградской Краснознаменной военно-инженерной школы. С 1931 года преподавал в Военно-Инженерной акдемии. 17 февраля 1936 года присвоено звание комбрига. В 1936—1941 годах занимал должность начальника кафедры тактики и боевого управления Военно-инженерной академии имени В. В. Куйбышева. 4 июня 1940 года присвоено звание генерал-майора инженерных войск.

## Участие в Великой Отечественной войне
В начале войны в целях оказания помощи в возведении Днепровского рубежа в составе группы специалистов Военно-инженерной академии был направлен на Центральный фронт. В должности начальника управления инженерных войск Московской зоны обороны принимал участие в обороне Москвы, был награждён орденом Красного Знамени. В 1942—1943 годах занимал должность начальника Военно-инженерной академии имени В. В. Куйбышева. 2 марта 1943 года назначен начальником Высшего военного инженерно-строительного училища. В марте-августе 1944 года в качестве представителя штаба инженерных войск Красной армии принимал участие в боевых действиях в составе 1-го Прибалтийского фронта и 21 октября 1944 года «за образцовое выполнение заданий командования» был награждён орденом Красного Знамени. 5 ноября 1944 года «за образцовое выполнение заданий командования» награждён орденом Отечественной войны I степени.

## Дальнейшая служба
19 апреля 1946 года назначен начальником Московского Краснознаменного Высшего военно-инженерного училища. В 1947—1954 годах занимал должность начальника инженерно-строительного факультета Военно-инженерной академии имени В. В. Куйбышева.